# Max Rostock
Max Heinrich Rostock, född 29 september 1912 i Ludwigshafen, död 13 september 1986 i Mannheim, var en tysk SS-Obersturmführer. I egenskap av chef för Sicherheitsdienst (SD) i Kladno ledde han den 10 juni 1942 utplånandet av den tjeckiska byn Lidice, som var en vedergällningsåtgärd för mordet på Reinhard Heydrich, riksprotektor för Böhmen-Mähren.

## Lidice
Den 27 maj 1942 utsattes den tyske riksprotektorn för Böhmen-Mähren, SS-Obergruppenführer Reinhard Heydrich, för ett attentat och avled av sina skador en dryg vecka senare, den 4 juni. Heydrich begravdes i Berlin den 9 juni och Adolf Hitler beordrade samma dag protektoratets utrikesminister, sudettysken Karl Hermann Frank, att grundligt hämnas Heydrichs död. I gryningen den 10 juni inleddes vedergällningsaktionen — förintandet av byn Lidice. Samtliga män över 16 år, 192 stycken, arkebuserades på platsen, medan kvinnor och barn fördes till koncentrationsläger där de flesta mördades. Byn brändes och jämnades med marken.

## Efter 1945
Efter andra världskrigets slut bodde Rostock i Heidelberg, där han i juni 1946 greps av amerikanska soldater. Han flydde men greps ånyo i juni 1948 och utlämnades till tjeckiska myndigheter. Rostock dömdes i Prag 1951 till döden för krigsförbrytelser och brott mot mänskligheten. Domen omvandlades dock inom kort till livstids fängelse och senare till 25 års fängelse. År 2001 offentliggjordes det att den dåvarande presidenten i Tjeckoslovakien, Antonín Zápotocký, med all säkerhet hade benådat Rostock i hemlighet. Rostock skall i gengäld ha samarbetat med den tjeckoslovakiska kommunistiska säkerhetspolisen StB.

## Karriär inom SA och SS
- SA-Mann: 1 mars 1933
- SA-Sturmmann: 15 september 1934
- SS-Unterscharführer: 1935
- SS-Oberscharführer: 1936
- SS-Hauptscharführer: 26 augusti 1939
- SS-Untersturmführer: 20 april 1940
- SS-Obersturmführer: december 1940